# 松原敬輔
松原 敬輔（まつばら けいほ、享保13年9月14日（1728年10月16日）- 寛政4年2月4日（1792年2月25日））は、江戸時代の医学者。名は陳善（のぶよし）、一貫斎はその号。又は、白翁と号す。松原一閑斎維岳の長子。京都生まれ。65歳に小浜にて没す。墓は西福寺（小浜市）。著書に『千金方摘録』『外台秘要方摘録』がある。小浜藩医の長井俊と、徳島藩医の松原周治は実弟。